# Надер Ебрахімі
Наде́р Ебрахі́мі (перс. نادر ابراهیمی; *3 квітня 1936, Тегеран, Іран — 5 червня 2008) — іранський письменник, сценарист, фотограф, режисер, актор, автор пісень.
Син Ата-ол-молк Ебрагімі, який був нащадком однієї з найбільших родин Керманв, Н. Ебрахімі отримав диплом з перської літератури, а потім продовжив студії англійської літератури. Він також займався політичною діяльністю, що мало наслідком його ув'язнення. Працював на різних роботах, зокрема вчительській та банківській. Зняв декілька телесеріалів та документальних стрічок, наприклад «Шум пустелі», але найбільш відомий як автор романів «Три погляди на людину», «Сорок листів до моєї дружини», «Чоловік у вічному вигнанні» і «Вогонь без диму». Він також зняв популярний телесеріал «Хамі та Камі у довгій подорожі на батьківщину», який транслювався на державному телебаченні Ірану до перемоги Ісламської революції в 1979 році.

## З життєпису
Надер Ебрагімі народився в 1936 році в Тегерані. Після закінчення середньої школи в рідному місті вступив на юридичний факультет, але через 2 роки залишив навчання, щоб отримати ступінь бакалавра з англійської мови та літератури 
Ебрахімі одружився з Фарзані Мансурі, з якою познайомився через її родичів. 
Вжк у 13 років він став членом політичної організації і відсидів у в'язниці.
Ебрахімі спробував різні роботи. Протягом свого життя він був ремонтником у пустелі, друкарем, бухгалтером у банку, верстальником журналів, перекладачем і редактором, режисером документальних фільмів, продавцем книг, каліграфом, художником, викладачем університету та письменником. 
Крім політики, Надер Ебрахімі займався спортом. Він створив «Абармард», одну з найперших груп скелелазіння. Це вплинуло на розвиток альпінізму та альпіністської етики.
Він почав писати у 16-річному віці і більше ніколи не покидав цієї справи. 
Надер Ебрахімі та його дружина розпочали свою діяльність у дитячій літературі разом із заснуванням Інституту для дітей та підлітків, Азійським і світовим фестивалем дитячої книжкової ілюстрації «Hamgam», конкурсами «Видавець Азії» та «Видавець світу». 
Надер Ебрагімі також був педагогом, зокрема викладав сценарне та драматургічне мистецтво. Серед його учнів найбільш відомими є Ебрагім Хатамі Кіа, Камал Табрізі, Ходжат Бакаї.
Після тривалої боротьби з хворобою Альцгеймера Надер Ебрахімі помер удень 5 червня 2008 року у віці 72 років.

## З доробку
Вже перша книга Надера Ебрахімі «Дім на ніч» мала величезний успіх. Окрім сотень літературознавчих статей, він опублікував понад 100 книг. Він також написав сценарії і зняв кілька фільмів, документальних стрічок і 2 якісних і досить популярних телесеріали. 
До 2001 року кількість його публікацій перевищила 100, включно з романами, оповіданнями, дитячими книжками, п'єсами, сценаріями та розвідками на численні темм, на додаток до сотень наукових і критичних статей. Низку його творів перекладено декількома іноземними мовами.
Вибрана бібліографія
- Atash bedune dood (Вогонь без диму)
- Sedaye Sahra (Шум пустелі)
- Aan ke khial baft, aan ke amal kard (Той, хто мріяв, той, хто діяв)
- Ibn Mashgaleh (Син праці), автобіографія, том 1
- Abu al-mashagel (Батько праці), автобіографія, том 2
- mardi dar tabeed abadi (людина у вічному вигнанні)
- bar jade haye abi sorkh (на синьо-червоних дорогах)

## Визнання та нагороди
За своє життя (і після) Надер Ебрахімі удостоївся ряду нагород і премій:
- 1-а премія Братислави (1970);
- нагорода «Книга року Ірану» (1970);
- Освітня премія ЮНЕСКО.[7]
- за роман «Вогонь без диму» йому присвоєно звання «Кращий письменник-белетрист за 20 років після революції».[8]
- Інститут дитячої літератури Hamgam отримав нагороди «Найкращий видавець в Азії » та «Найкращий видавець світу» від азійських та світових фестивалів ілюстрації дитячих книжок.
- нагорода «Імам Мехрбані» (2009, посмертно).[9]

У 2020 році на честь письменника назвали бібліотеку та музей у Тегеранському домі поезії та літератури. Бібліотека нараховує 5 000 томів, усі вони були подаровані родиною Ебрахімі з його особистої книгозбірні. У музеї представлена колекція його особистих речей, серед яких нагороди, блокноти, альпіністське спорядження.